# S21 (베를린)
S21은 독일 베를린의 남북 S반선을 보조하는 제2의 남북 종단 S반 노선 계획안의 명칭이다. 베를린 중앙역의 접근성을 개선하는 도심부를 지하로 지나는 노선이다. 1단계 노선은 베를린 순환선 북부에서 중앙역으로 진입하는 노선이며, 2025년에 임시 개통될 예정이다. 포츠다머 플라츠역 및 요르크슈트라세역을 경유하여 남부 순환선으로 진행하는 노선이 계획되어 있다. 베를린 시의회에서는 북부 순환선-요르크슈트라세역 구간의 총 비용을 약 9억 유로로 예상하고 있다. 전체 노선 완공은 2037년 이후로 예정되어 있다.

## 노선
이 노선은 베를린 순환선의 북부 구간(융페른하이데역, 베스트하펜역, 베딩역, 게준트브루넨역)을 베를린 중앙역, 포츠다머 플라츠역, 글라이스드라이에크역, 요르크슈트라세역을 경유하여 남부 순환선과 연결한다. S21 노선은 포츠다머 플라츠역에서 기존 S반 노선과 만나게 되며 이에 따른 선시공부 일부가 건설되어 있다. 베를린 남북 S반선은 중앙역과 연결되지 않기 때문에 순환선 북부 구간에서 환승 없이 베를린 중앙역으로 이동할 수 있게 된다.
여러 구간으로 나뉘어 계획되어 있으며, 이 중 1단계 구간만이 건설되어 있다.

## 계획
1992년 6월 당시 독일 연방교통부에서는 베를린 철도망의 버섯 계획을 설계했다. 이에 따라 과거 레어테역의 부지에 중앙역을 건설하기로 했다. 동서축으로는 베를린 도심선과 연결되지만, 남북축으로는 기존 시내 교통망과 연결되지 않았다. 이를 보완할 수 있도록 S반 노선이 계획되었으며, 베를린 순환선의 북서쪽에 있는 보이셀슈트라세역 및 당시의 테겔 공항까지 연결이 계획되었다. 남쪽으로는 포츠다머 플라츠역을 경유하여 요르크슈트라세역까지 노선이 계획되었다. 계획안이 등장한 후 북부 순환선의 동쪽으로도 연결되는 노선이 추가되었다. 1993년 5월에는 B/C 분석 결과 1에 도달하지 않음이 알려졌다.
당시 베를린 시의회의 디프겐 3기 내각에서는 정당별로 의견이 갈렸다. CDU 베를린과 베를린 교통부 장관 헤르비히 하제(Herwig Haase)는 이 안을 지지했고, SPD 베를린과 베를린 건설부 장관 볼프강 나겔(Wolfgang Nagel)은 높은 비용으로 인하여 이 안을 반대했다. 독일 연방정부에서의 재정 투입이 준비되지 않았기 때문에, 베를린 시의회에서는 1993년 10월 5일 노선의 즉시 건설을 유보하기로 했다. 1993년 11월 30일에는 향후 토지이용계획에서 선로가 지날 구간을 별도로 취급하지 않기로 결정했다. 당시 예상된 비용은 수십억 마르크였다. 1년 후 헤르비히 하제는 포츠담 광장 일대에 선로 부지를 확보하고 일부 구간을 선시공하기로 결정했으나, 이 계획은 초기에 실패했다. 베를린 시의회에서는 1995년 초에 이 결정을 뒤집었고, SPD의 반대에도 불구하고 노반이 지나갈 공간의 부지를 확보했다. 당시 시의회에서는 노선 북쪽에서 순환선의 동쪽으로만 접속할 것을 예상했고, 서쪽으로 접속하는 노선은 고려하지 않았다.
1999년 가을에는 베를린 시의회와 도이체 반에서 북부 순환선-레어테역(이후의 중앙역) 연결선의 토목 구조물 건설에 대해서 합의했다. 베를린 남북 장거리선 건설과 베를린 중앙역 지하 승강장 건설 당시 S반 승강장 구조물을 같이 건설했다. 당시 도이체 반은 2005년 중반 베를린 중앙역 개통과 함께 S21 노선 운행을 예상했다. 그러나 건설 비용 확보 문제로 인하여 착공은 계속 지연되었다. 2001년 초 독일 연방정부에서는 이 노선을 불필요한 것으로 간주하여 재정 지원을 거절했다. 반면 베를린 시의회에서는 새로운 중앙역의 남북축 철도 노선을 중요하게 취급했다. 도이체 반 역시 S21 노선의 중요성을 높게 평가하고 있었다.

## 구간

### 북부 순환선-중앙역

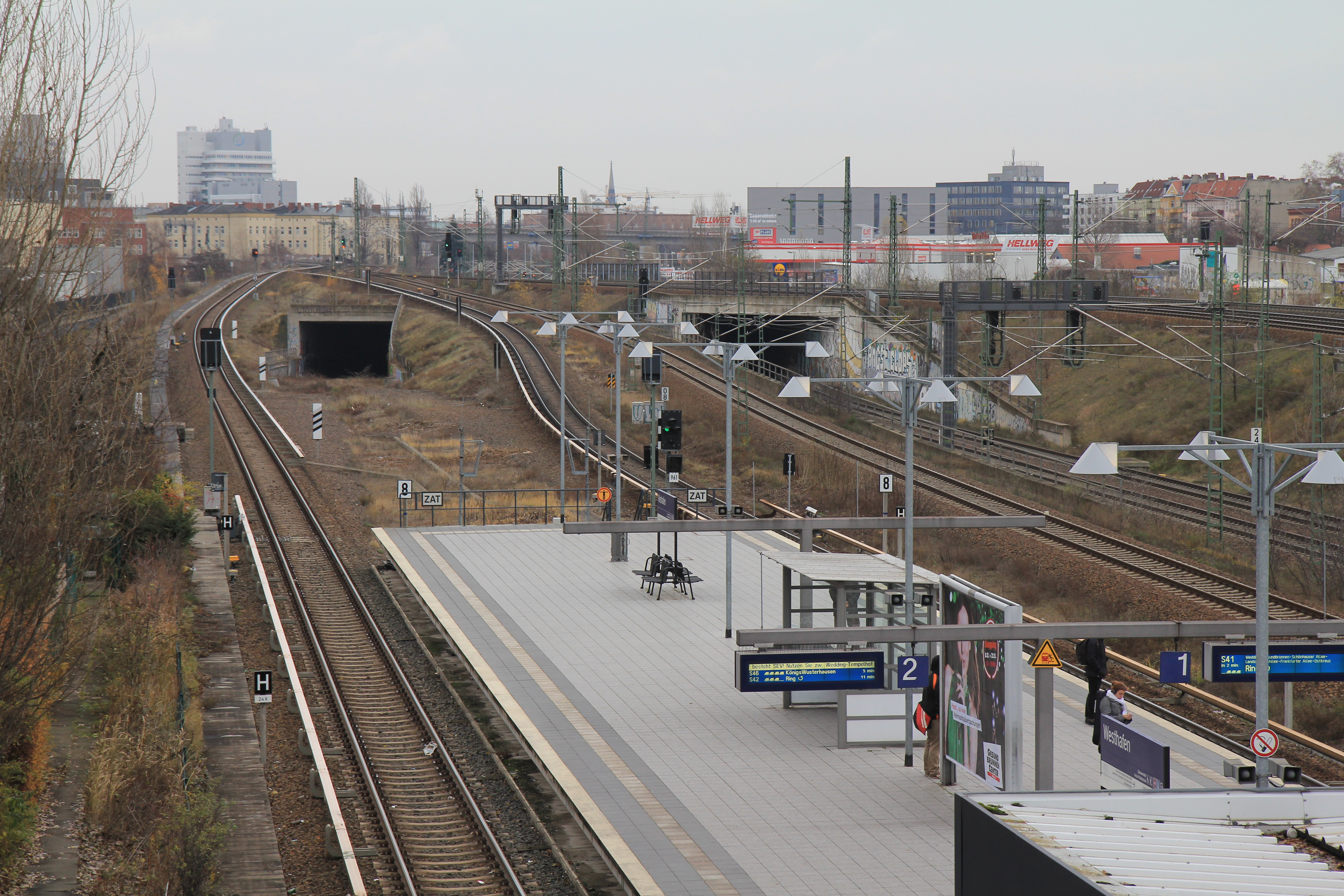
베를린 베스트하펜역의 분기 구간 노반 건설, 2013년

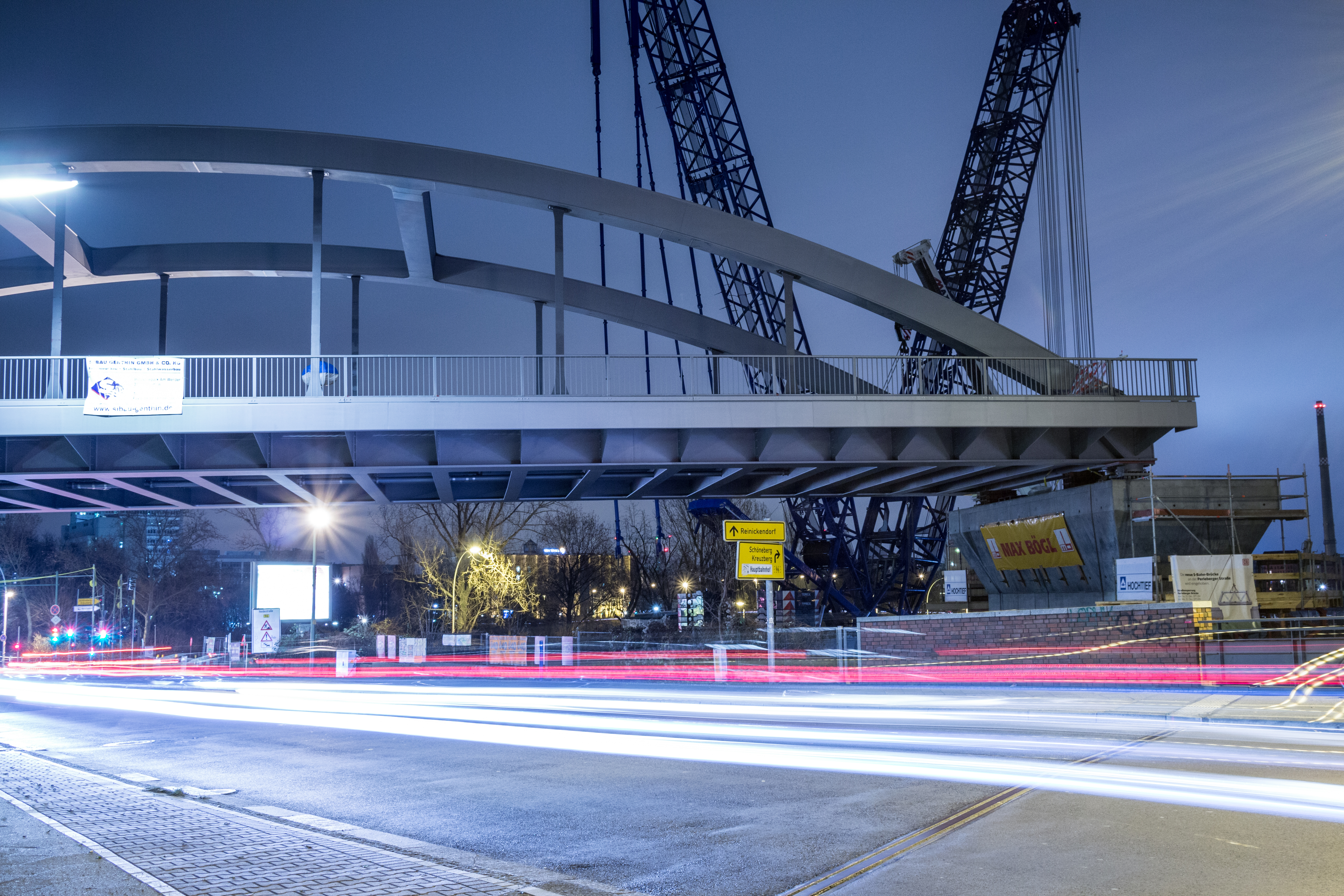
페를레베르거 슈트라세 위를 지나는 철교 건설, 2014년 12월

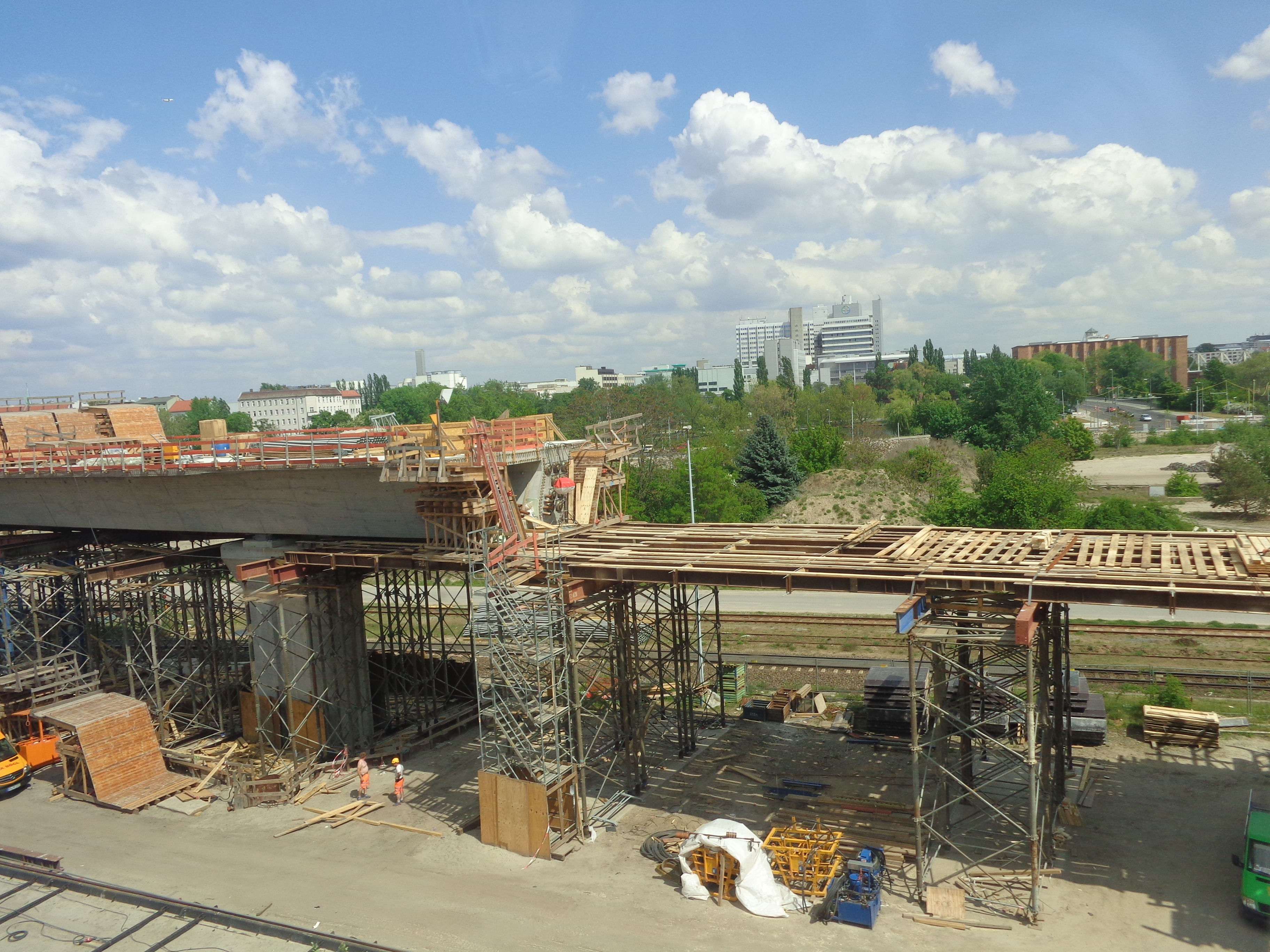
함부르크-레어테 화물역을 지나는 교량 건설, 2016년

1단계 구간은 약 4 km 규모이며 베딩역과 베스트하펜역에서 각각 분기하여 중앙역 지하의 신규 승강장까지 연결되는 노선이다. 서쪽 방면 노선은 베스트하펜역에서 순환선 선로 아래쪽으로 분기하며, 페를레베르크교 아래쪽을 410 m 길이의 터널로 통과한다. 동쪽 방면 노선은 베딩역에서 순환선 선로 아래쪽으로 분기하며, 190 m 길이의 터널로 통과한다. 이 구간의 중간역으로 페를레베르거 브뤼케역이 계획되어 있다. 독일 연방철도청에서는 이 구간을 2005년부터 계획했다. 이 역은 복층 승강장이 계획되어 있으며, 상층부는 상대식, 하층부는 섬식 승강장이 설치될 예정이다. 페를레베르크교 인근 두 분기선이 서로 다른 높이에 설치되기 때문에 이러한 형태로 계획되었다. 페를레베르거 브뤼케역 남쪽으로는 과거의 화물역 위쪽을 철교로 통과하며, 입체 교차했던 두 분기선이 합류한다. 압류한 후 약 190 m는 지상, 610 m는 지하로 베를린 중앙역까지 운행한다. 북부 순환선을 운행하는 열차가 도중에 운행 방향을 바꾸는 형태로 중앙역으로 진입했다 진출할 수 있게 된다. 베를린 중앙역 건설 당시에 U반 승강장 동쪽으로 S반 승강장의 일부가 건설되었다. 프로나우역에서 출발한 열차를 중앙역까지 운행할 계획이 있다.
철교 3개소, 궤도 7.4 km, 분기기 10개소, 전자식 신호소, 페를레베르거 브뤼케 급전소 건설이 포함되어 있다.

#### 건설
2000년 10월 13일에 북부 순환선 구간에서 S21 분기 공간을 확보하는 공사가 착공했다. 베를린 시의회에서는 수 년간의 논쟁 끝에 8500만 마르크 예산을 확보했다. 해당 공사로 진행되는 것은 베스트하펜역과 베딩역의 분기를 위한 터널 구조물 건설이다. 베를린 중앙역으로 향하는 연결선은 독일 연방정부 예산 2400만 유로가 투입되며 2006년에 완공될 예정이었다. 2007년 7월 도이체 반은 1단계 구간 공사가 지연될 것임을 밝혔다.
2010년 1월에는 인발리덴슈트라세 아래쪽을 지나는 터널 구조물이 착공했다. 2011년 6월에는 중앙역 근처에서 정거장 건설 착공식이 진행되었다. 해당 공사에는 터널 구조물, 터널 진입부, 중앙역 승강장이 포함되어 있으며, 2011년 5월 23일에 입찰이 개시되었다. 2012년 5월 9일에는 철교, 진입로, 지하 구조물, 궤도 입찰이 개시되었다. 2011년 말에는 인발리덴슈트라세 남쪽에서 공사가 시작되었고, 2012년 초에는 인발리덴슈트라세 북쪽에서 터널과 진입로 공사가 시작되었다.
1단계 구간은 2017년에 완공될 예정이었고, 총 예산은 2억 2700만 유로로 계산되었다. 중앙역 공사 중에 선시공부에서 발견된 문제와 비용 상승으로 인하여 개통 일정이 2020년 12월로 연기되었다. 게준트브루넨역과의 열차 운행을 위해서 인발리덴슈트라세 아래에 임시 승강장을 건설하기로 결정했다. 임시 승강장 건설 비용은 엘리베이터 및 방화 시설을 포함하여 2000만 유로로 계산되었다. 비용 상승으로 인하여 연방정부에서는 B/C 계산을 다시 진행했다. 2015년 말 기준 페를레베르거 브뤼케역 건설을 제외하고 총 건설 비용 3억 1900만 유로에 대해서 B/C 비율은 1.15로 계산되었다. 2018년 8월에는 중앙역 지하의 대형 지하 구조물이 완공되어 S21 승강장 건설을 시작할 수 있게 되었다.
2020년에는 철근 콘크리트제 격자형 거더 구조물을 설치하는 중 콘크리트 구조에 결함이 발견되었다. S반 궤도를 설치할 예정이었던 거더 구조물은 선시공부로 건설되어 있었고, 결함에 따라서 완전 재시공이 결정되었다. 그 결과 2022년 초에는 철교의 안정성을 유지하기 위하여 1000만 유로의 예산을 투입하여 교량 안정화 구조물을 설치했다. 동시에 지하 구조물에 안전 지단을 수행한 결과 베를린 도심선 아래를 통과하여 지하 승강장을 건설할 수 없음이 발견되었다. 2023년 3월에는 부실 시공의 원인이 밝혀지기 전까지 공사 중단을 결정했다.
중앙역 지하 승강장의 최종 역사는 건축 공법 변경으로 인하여 최소한 2026년 이후에 완공될 예정이다. 2020년 초 도이체 반에서는 총 건설 비용을 약 4억 유로로 계산했다.

#### 페를레베르거 브뤼케 정거장
페를레베르커 브뤼케역의 건설은 오랫동안 확정되지 않았다. 대중교통 이용자 협회 IGEB에서는 상대적으로 낮은 비용대비편익으로 인하여 중앙역 임시 승강장에 투자할 비용으로 페를레베르거 브뤼케역 건설을 촉구했다. 2020년 초에 베를린시와 도이체 반은 역 건설을 위한 준비에 합의했다. 2021년 초 베를린시에서는 도이체 반에 페를레베르거 브뤼케 정거장 건설을 의뢰했으며, 일간 이용객은 최대 27,000명으로 예상되었다. 2026년까지 개통할 예정이다.

#### 부분 개통
베딩역-중앙역 구간의 개통은 원래 2021년으로 예정되었으나 지하수 유입 문제 등으로 인한 공사 지연으로 인하여 계속 지연되었다. 2025년 1사분기로 개통이 예정되어 있었으나, 2025년 2월에 개통 일정을 또 다시 무기한 연기했다.
북부 순환선에서 중앙역을 잇는 운행 계통으로는 중앙역-베딩-게준트브루넨 구간을 10분 간격으로 운행하는 S15 노선이 예정되어 있다. 2022년 도이체 반에서는 중앙역 지하 S반 승강장의 일일 이용객을 약 42,000명으로 예상했다.

### 중앙역-포츠다머 플라츠

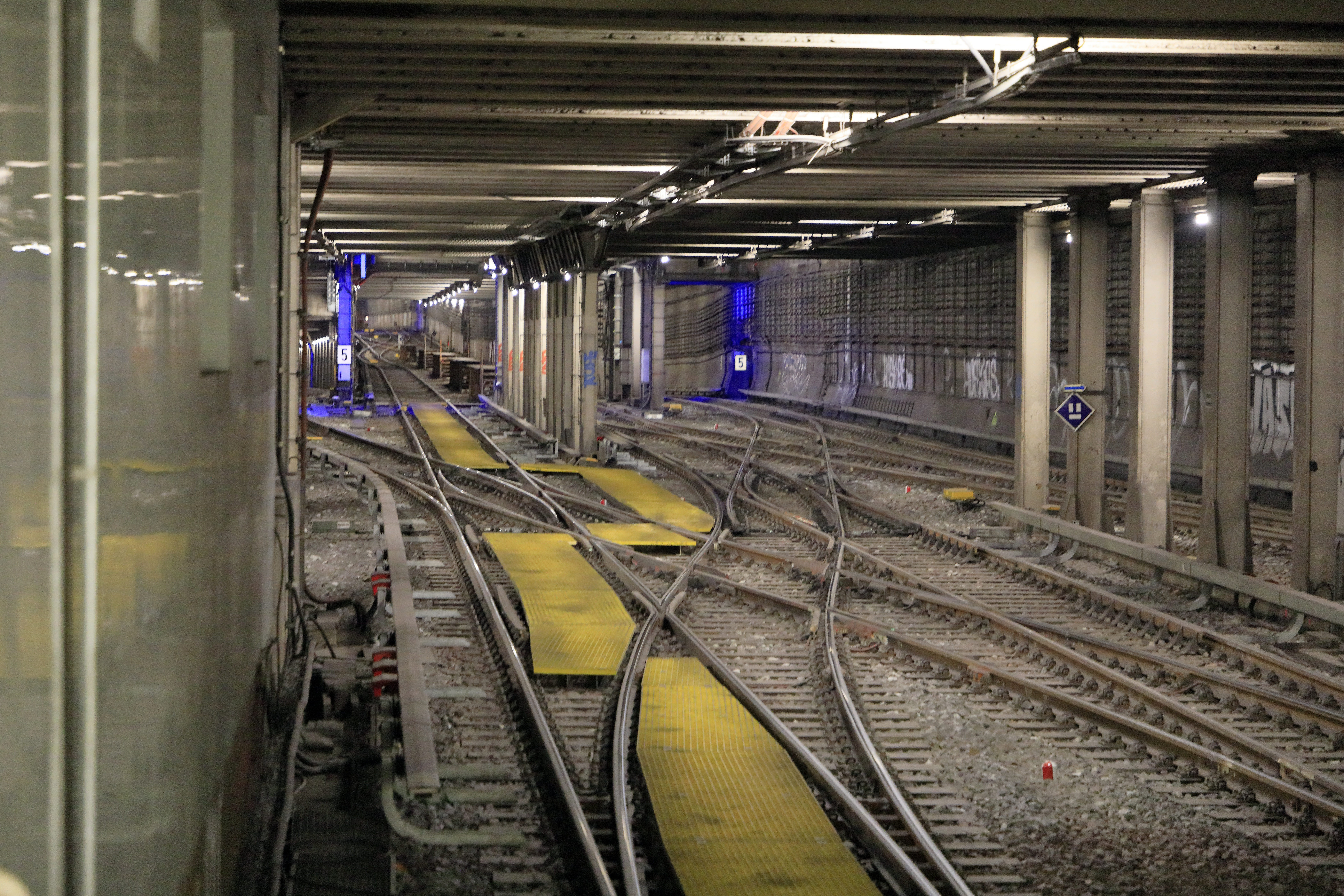
포츠다머 플라츠역의 회차선과 S21 선시공부

2단계 구간의 총연장은 1.9 km이며, 2036년에 개통이 예정되어 있다. 중앙역 남쪽으로 슈프레강 하저를 통과하며, 국가의회 의사당 건물의 동쪽과 브란덴부르크 문 서쪽의 베렌슈트라세 일대를 지난다. 1930년대 중반에 건설된 베를린 남북 S반선의 상부로 합류하여 포츠다머 플라츠역의 기존 S반과 연결된다. 포츠다머 플라츠역에서 북쪽으로는 기존의 프리드리히슈트라세역 및 신규 노선의 중앙역으로 진행할 수 있게 된다. 이 구간에는 별도의 중간역이 계획되어 있지 않으며, 국가의회 의사당 주변 정거장 계획은 취소되었다. 독일 연방하원에서는 정거장 설치 취소를 반대했다.
중앙역 남부 슈프레강 통과 노선은 여러 안이 제시되었다. 2007년 당시 베를린 시의회에서는 슈프레강 하저 터널을 강 남안에 설치될 드라이 도크에서 건설할 계획을 제시했다. 이를 위해서는 슈프레강 북안의 1단계 구간에 별도의 준비 과정이 필요했다. 2010년에는 도이체 반에서 건설 계획의 공모를 받았다. 기존선 접속부까지의 구간은 개착식과 실드 터널안이 제시되었으며, 연방정부의 B/C 계산을 통과해야 했다.
1단계 구간과 2단계 구간을 합친 B/C는 1을 초과했으며, 각 구간의 예산은 3억 1700만 유로로 계산되었다(국가의회 의사당 정거장 제외). 2단계 구간 건설 이후, 중앙역 북부 구간에서는 1일 80,000명, 남부 구간에서는 1일 70,000명의 이용객이 예상되었다. 해당 구간의 운행 계통으로는 신규 노선(융페른하이데 - 중앙역 - 포츠다머 플라츠) 및 기존 S1 노선(오라니엔부르크/프로나우 - 반제)이 제안되었다. 이 외에도 첼렌도르프까지만 운행하는 S1 노선도 계획되었다. 이 외에도 S15(프로나우/바이트만슬루스트 - 중앙역 - 포츠다머 플라츠 - 첼렌도르프) 및 S85(BER 공항 - 오스트크로이츠 - 북부 순환선 - 중앙역 - 포츠다머 플라츠 - 첼렌도르프) 노선이 계획되었다. 2020년 12월 기준 1일 S반 방향별 177편 운행이 계획되어 있다.
베를린시에서는 2013년 3월에 계획안 비용을 부담하고 건축 허가를 진행하기로 결정했다. 공사 기간은 2~3년, 총 비용은 1억 7500만 유로로 예상했다. 이를 위해서 중앙역과 브란덴부르크 문 일대에 터널을 건설하고, 1936년에 완공된 기존 터널의 인상선 부분과 연결하기로 했다. 터널을 운행하는 S1 노선의 배차 간격은 10분, 출퇴근 시간대에는 5분 간격으로 계획되었다. 2013년 6월 도이체 반에서는 약 1.2 km 터널 구간의 설계 입찰을 실시했다. 건축 계획 승인이 2021년 이후로 예정되어 있었기 때문에, 당시에는 언제 착공할지 확정되지 않았다. 2단계 구간의 실질적인 건설 기간은 약 6년으로 계산되었다. 터널 구간은 대부분 실드 터널로 건설되며, 국가의회 의사당 지하를 직접적으로 통과하지 않고 동쪽과 서쪽으로 각각 단선 터널로 건설된다. 독일 연방하원 사무처에서는 건설 계획안을 수 해 동안 불허했다. 기존선 터널과의 연결을 위해서 브란덴부르크 문 앞쪽에 개착식 구간 설치가 불가피했다. 설계 및 공사 비용은 1억 9900만 유로로 계산되었다.
2020년 초에는 독일 연방하원 건설 및 공간위원회에서 S21 노선 건설로 인한 안전 문제를 이유로 한 건설 불허 시도를 철회했고 도이체 반과 노선안에 대해서 합의했다. 그 결과 S21 노선은 의사당 건물 서쪽과 동쪽을 각각 단선으로 통과하게 되었고, 이로 인한 거리의 차이는 최고 속도를 조절하여 해결하기로 했다. 터널 남쪽으로는 기존선의 인상선과 연결되며, 기존의 설계안도 이에 따라서 변경되었다. 2023년 12월 19일 베를린 시의회에서는 최종 노선안을 확정했다. 2024년 1월 9일에는 건축 허가 작업이 시작되었다. 국가의회 의사당 일대는 실드 터널로 건설하며, 브란덴부르크 문 앞쪽은 개착식으로 건설된다.
노선 구간 중에는 학살된 신티인과 로마인 기념물 지하 통과 구간이 포함되었다. 도이체 반에서는 건설 과정에서 임시로 기념물을 철거하기로 계획했다. 이 계획이 알려지면서 독일의 신티인 및 로마인 협회에서는 자신들에게 이 안을 알리지 않았음에 크게 분노했다. 도이체 반 측은 반발을 예상하지 못했고, 양자간의 협의가 시작되었다. 2020년 12월에 협회에서는 합의안을 제시했다. 기념물에 가해지는 피해를 줄이기 위해서 이 구간의 영업최고속도를 당초 계획했던 80 km/h에서 50 km/h로 감소시킬 예정이다. 도이체 반은 과거 독일제국철도의 후신으로서 이 문제에 대해 너무 가볍게 접근했다는 비판이 있었다.

### 포츠다머 플라츠-요르크슈트라세

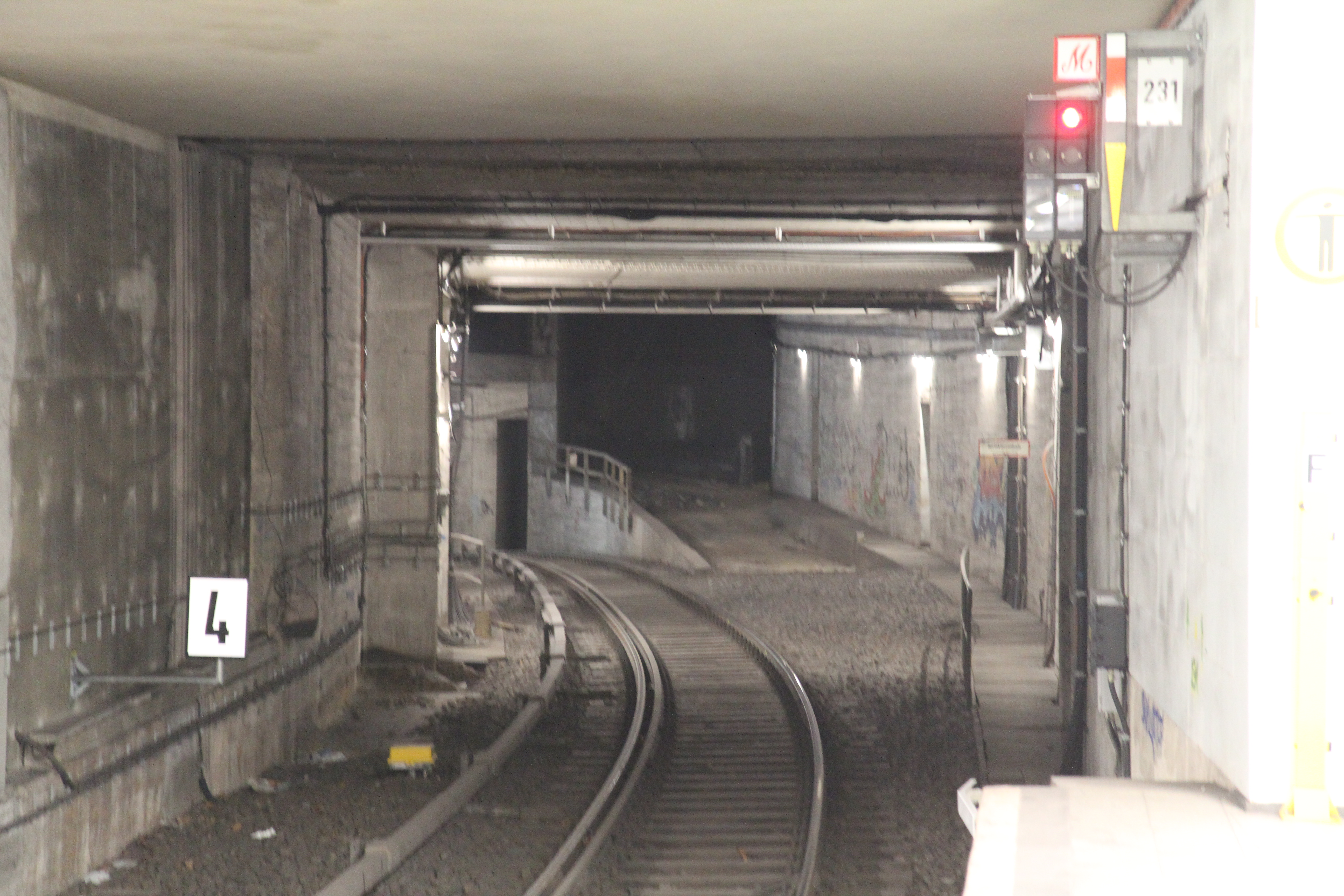
포츠다머 플라츠역 남단의 분기 구조물

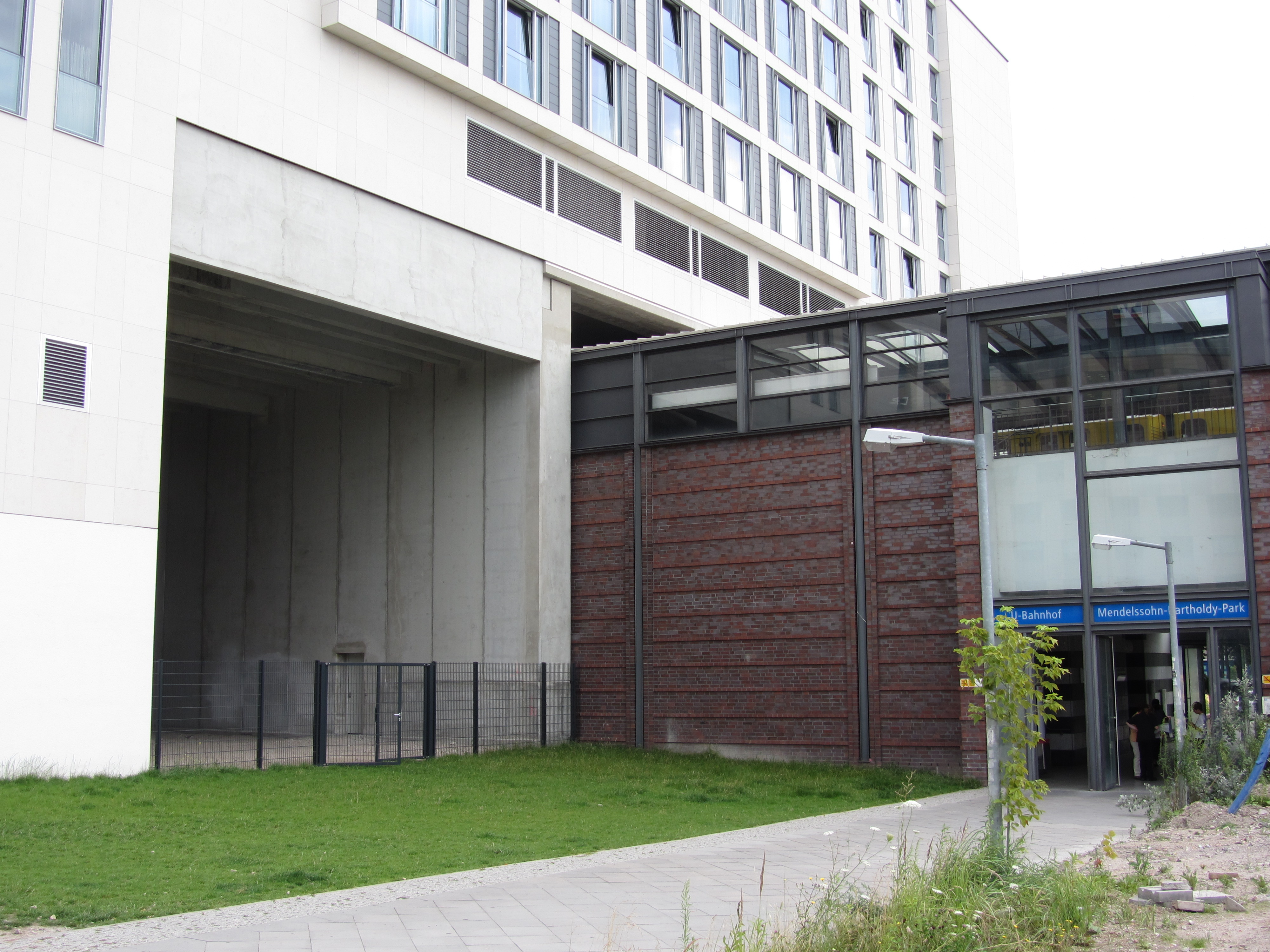
U반 멘델스존바르톨디파르크역 일대의 S반 선로가 지나갈 수 있는 공간

3a단계 구간의 총연장은 3.9 km이다. 1930년대에 제안된 계획을 따라가지만, 폐역된 포츠담역의 순환선 및 근교선 승강장 대신 지하 포츠다머 플라츠역으로 시점이 변경되었다. S반 포츠다머 플라츠역 남단에 남부 순환선 연결선을 위하여 사전 건설된 분기 구조물을 사용할 예정이다. 1990년대에 상업용 건물을 건설하면서 향후를 대비하여 연장되었으며, 기존 S반선과는 고무 재질 이음매로 연결된다. 과거 포츠담역의 노반과는 관계가 없다.
과거 남부 순환선 연결선이 있었던 부지는 S21 건설용으로 예약되었다. 현재의 U2 지상 구간과 평행하게 진행하며, 콜로나덴 공원 일대에 위치해 있다. 남쪽으로는 란트베어 운하를 신규 건설된 교량으로 통과하고, 글라이스드라이에크역 일대의 주차장 위쪽을 지나서 U반 글라이스드라이에크역 일대에 도달한다. U반과의 환승역이 계획되어 있으며, U1 및 U3과 직접 접속이 가능해진다. 이 과정에서 베를린 남북 장거리선의 남쪽 터널 진입로 상부와 U반 고가선로의 하부를 통과하며, 반제선 선로와 입체교차로 접속된다. 추가 분기 구조물을 통해서 안할트 근교선과의 접속도 예정되어 있다.
2019년 8월 이 구간의 설계 계획이 승인되었으며, 베를린시에서는 향후 4년간 730만 유로를 투입하여 노선을 설계한다. 포츠다머 플라츠역에서 출발하여 글라이스드라이에크역을 경유해 양쪽 요르크슈트라세역과 연결되는 선로 2.1 km, 새로운 S반 글라이스드라이에크역이 포함되어 있다. 사전 계획안은 2023년 말까지 완성될 예정이었다. 이 구간의 완공은 2037년 이후로  예상하고 있다.

### 요르크슈트라세-남부 순환선
3b단계 구간은 율리우스레버브뤼케역에서 시작한다. 과거 남부 순환선 연결선의 일부를 복원하여 남부 순환선 동쪽으로 연결되는 선로를 건설한다. 연결선의 끝은 쥐트크로이츠역 진입 직전에서 끝난다. 2000년대에 율리우스레버브뤼케역을 건설할 당시에 향후 순환선 연결선을 고려해서 설계되었다. S21 건설에서는 현재의 상대식 승강장을 확장하여 외선을 설치하고 노선의 합류와 분기는 역 북쪽에서 진행한다.

## 운행 계통
2019년~2023년 베를린 대중교통 계획에 의하면 다음 운행 계통이 운행할 예정이다. 1단계 구간 완공 이후에는 베를린 중앙역 지하 임시 승강장과 베딩역을 경유하여 게준트브루넨까지의 구간을 운행하는 S15 노선이 운행한다. 출퇴근 시간대에는 10분, 비혼잡 시간대에는 20분, 야간에는 30분 배차 간격으로 운행한다. S15 노선은 향후 바이트만슬루스트역까지 연장되며, S반 차량 확보 상황에 따라서 프로나우역까지 운행할 수도 있다. S46 노선은 쾨니히스 부스터하우젠역에서 시작하여 베스트엔트역을 경유하여 융페른하이데, 보이셀슈트라세, 베스트하펜, 중앙역까지 연장된다. S85 노선은 베를린 브란덴부르크 공항에서 시작하여 베를린 오스트크로이츠역, 게준트브루넨역을 경유하여 중앙역까지 운행한다. 지멘스선 재개통 시 가르텐펠트역에서 출발한 열차가 융페른하이데, 베스트하펜 경유 중앙역으로 운행하며, 배차 간격은 10분으로 예정되어 있다. 지멘스선 운행 계통의 노선 번호는 확정되지 않았으나, 현재 사용 중이 아닌 S4, S6 등이 계획되어 있다.

## 참조
1. ↑  S-Bahn Berlin S21 auf der Bauprojekte-Seite auf der Website der Deutschen Bahn, abgerufen am 28. Dezember 2019.
2. ↑  “S-Bahn Berlin. Neue S-Bahn-Strecke: Nordring – Hauptbahnhof – Potsdamer Platz – Yorckstraße” (PDF; 2,9 MB). 《stadtentwicklung.berlin.de》. 2019년 8월 29일에 확인함.
3. ↑  “Brücken und Tunnel für die neue S-Bahn-Linie S 21”. 2015년 9월 25일에 원본 문서에서 보존된 문서. 2014년 1월 6일에 확인함.
4. ↑  “Drucksache 18/10590” (PDF; 155 kB). 2017년 3월 14일. 2017년 9월 2일에 확인함.
5. 1 2  Trassenfreihaltung einer Bahnstrecke S21. In: Signal 2/1995, S. 13–14.
6. ↑  Vorentwurfsplanung für Verkehrsanlagen im Zentralen Bereich abgeschlossen. In: Signal 5/1993, S. 8.
7. ↑  S21-Planung: Die unendliche Geschichte. In: Signal, 1/1995, S. 6–7.
8. ↑  S-Bahn nach Tegel gestrichen. In: Berliner Zeitung, 14. Dezember 1994.
9. ↑  S21 erhält eine neue Chance. In: Berliner Zeitung, 28. Januar 1995
10. ↑  Grünes Licht für die neue Nord-Süd-Bahn. In: Berliner Zeitung, 2. November 1999.
11. ↑  Bund will weiterhin kein Geld für zweite Nord-Süd-S-Bahn zahlen. In: Berliner Zeitung, 2. November 1999.
12. ↑  Dauert der Ausbau der U5 bis 2020? In: Berliner Zeitung, 29. Januar 2004.
13. ↑  “S21 in Berlin geht erst nächstes Jahr in Betrieb” (독일어). 2020년 7월 31일에 원본 문서에서 보존된 문서. 2020년 9월 9일에 확인함.
14. ↑  “Planfeststellungsbeschluss zu dem Plan der DB Netz AG für das Bauvorhaben S21 – Nordringanbindung bis Lehrter Bahnhof – Berlin-Westhafen – Berlin Lehrter Bahnhof – Berlin Wedding.” (PDF). 2014년 1월 6일에 원본 문서 (PDF)에서 보존된 문서. 2025년 2월 24일에 확인함. (PDF) Eisenbahn-Bundesamt (Hrsg.)
15. 1 2  
“Voraussetzungen für den Bau der neuen Nord-Süd-S-Bahn geschaffen” (독일어). 2008년 8월 8일. 2012년 7월 29일에 확인함.
16. ↑  Europaweite Bauausschreibung DB Netz. Abgerufen am 4. Juni 2016
17. ↑  Berlins zweite Nord-Süd-S-Bahn lässt auf sich warten. In: Berliner Zeitung, 22. Januar 2009
18. ↑  S-Bahn-Anschluss für Berliner Zentralbahnhof. In: Eisenbahn-Revue International, Heft 12/2000, ISSN 1421-2811, S. 531.
19. ↑  “Baubeginn – Berlin startet sein Megaprojekt S21”. 《Berliner Morgenpost》 (독일어). 2011년 6월 6일. 2012년 2월 13일에 확인함.
20. ↑  “Ausschreibung: S-Bahn Berlin, S21 Neubau; Vergabepaket VE03.2 inklusive VE 02.0, Tunnel- und Trogbauwerk, Verkehrsstation S 21 Hauptbahnhof.”. 《ausschreibungen-deutschland.de》 (독일어). 2011년 5월 23일. 2011년 10월 20일에 원본 문서에서 보존된 문서. 2012년 2월 13일에 확인함.
21. ↑  “Ausschreibung: S-Bahn Berlin, S21 Neubau; Vergabepaket VE02.1 Brücken, Rampe, sonst. Ingenieurbau und VE 02.2 Tief- und Gleisbau.”. 《ausschreibungen-deutschland.de》 (독일어). 2012년 5월 9일. 2012년 9월 13일에 원본 문서에서 보존된 문서. 2012년 7월 29일에 확인함.
22. ↑  Deutsche Bahn AG, 편집. (2011년 6월 6일). 《Faktenblatt zur S-Bahnanbindung Hauptbahnhof》.
23. 1 2  《Kein Geld für S-Bahnhof Perleberger Brücke, aber Geld für unnützen S21-Pendelbetrieb》 (PDF). Signal (독일어). 2014. 21쪽. 2016년 3월 2일에 확인함.
24. ↑  Peter Neumann (2017년 2월 8일). “Ab durch die Nässe”. 《Berliner Zeitung》. 16면. ISSN 0947-174X.
25. ↑  Abgeordnetenhaus Berlin (2015년 7월 23일). “Drucksache 17/16570” (PDF). 2016년 3월 3일에 확인함.
26. 1 2  틀:BT-Drs, Antwort zu den Fragen 1 und 8
27. ↑  “Start des Tunnelbaus am Hauptbahnhof”. 《punkt 3》 (독일어). 2018. 13면. 2018년 10월 14일에 원본 문서에서 보존된 문서. 2018년 10월 13일에 확인함.
28. ↑  www.bz-berlin.de: Medienbericht über HumboldthafenbrückeGrößere Baumängel an Brücke am Berliner Hauptbahnhof. 23. März 2023
29. ↑  Daniel Böldt, Alexander Fröhlich, Cristina Marina (2023년 3월 28일). “Millionenkosten durch Bröselbeton  in Berlin: Massive Mängel am Hauptbahnhof – Baustopp für Nord-Süd-Tunnel”. 《Der Tagesspiegel》 (독일어).
30. ↑  “Deutschlandpremiere: Tauchbagger im Einsatz”. 《Der Tagesspiegel》 (독일어). 2017년 10월 27일. 2017년 11월 8일에 확인함.
31. 1 2  “S-Bahn Berlin S 21” (독일어). |보존url=은 |보존날짜=를 필요로 함 (도움말)에 원본 문서에서 보존된 문서. 2019년 7월 19일에 확인함.
32. ↑  Deutsche Bahn AG. “S-Bahn Berlin S 21 – Projektbeschreibung” (독일어). 2021년 7월 15일에 확인함.
33. ↑  Peter Neumann. “Grünes Licht für Perleberger Brücke: Berlin bekommt neuen S-Bahnhof” (독일어). 2022년 1월 26일에 확인함.
34. ↑  Thomas Fülling (2019년 8월 28일). “S-Bahn in Berlin: City-S-Bahn S21 zum Hauptbahnhof erst 2021”. 《Berliner Morgenpost》 (독일어). 2019년 9월 15일에 확인함.
35. ↑  Jörn Hasselmann (2025년 2월 12일). “Pannenbaustelle auf Nord-Süd-Verbindung: Eröffnung der Berliner S-Bahn-Linie S21 verschiebt sich erneut”. 《Tagesspiegel》 (독일어). 2025년 2월 12일에 확인함.
36. ↑  “Neue Berliner S-Bahnlinie S15 fährt ab Dezember vorerst nur im Pendelverkehr” (독일어). 2024년 8월 15일. 2024년 8월 15일에 확인함.
37. ↑  DB Netz AG. “S 21 Berlin (City S-Bahn) Eine neue Nord-Süd-Verbindung für Berlin” (독일어). 2022년 8월 21일에 확인함.
38. 1 2  “Bauabschnitt 2 (BA 2) – Berlin S21” (독일어). 2025년 2월 12일에 확인함.
39. ↑  
“Anschluss des Hauptbahnhofes an die Ring- und Nord-Süd-S-Bahnen (Projekt S-Bahn-Linie S21)” (독일어). 2012년 7월 29일에 확인함.
40. ↑  
Klaus Kurpjuweit (2013년 8월 12일). “Licht für den Tunnel”. 《Der Tagesspiegel》 (독일어). 11면.
41. ↑  “Ausschreibung: Erstellung der Entwurfs- und Genehmigungsplanung für Neubau S21 im Bereich Humboldthafen/Spreequerung südlich S21-Bahnhof”. 《competitionline.com》. 2009년 3월 2일. 2012년 7월 29일에 확인함.
42. ↑  GuD Consult GmbH. “S21, südliche Verlängerung von Hauptbahnhof bis Potsdamer Platz” (PDF) (독일어). 2014년 1월 14일에 원본 문서 (PDF; 159 kB)에서 보존된 문서. 2012년 7월 29일에 확인함.
43. 1 2  “Der Weg für die neue S-Bahn ist frei: Streit um Streckenführung beigelegt”. 《Berliner Zeitung》 (독일어). 2020년 12월 17일. 2020년 12월 25일에 확인함.
44. ↑  
Reichsbahnrat Krämer, WVV, Berlin (1936). 〈Nordsüd-S-Bahn Bauabschnitt „Unter den Linden“〉.   Otto Elsner. 《Nordsüd-S-Bahn Berlin》. Technisch-Wirtschaftliche Bibliothek, Sonderdrucke aus der »Verkehrstechnischen Woche« (독일어) 51. Berlin. 28–35쪽. Der südliche Teil der vorläufig in Betrieb genommenen Strecke der Nordsüd-S-Bahn mit einer Länge von rund 900 m […] reicht von der Dorotheenstraße über die Straße Unter den Linden – Brandenburger Tor bis fast zur Lennéstraße, dem Endpunkt der vorläufigen Abstellgruppe des Bahnhofes Unter den Linden
45. ↑  Klaus Kurpjuweit (2013년 3월 25일). “Berlin plant neuen Nord-Süd-Tunnel für die S-Bahn”. 《Der Tagesspiegel》 (독일어). 9면.
46. ↑  “D-Berlin: Dienstleistungen von Ingenieurbüros. 2013/S 117-200584. Auftragsbekanntmachung – Versorgungssektoren. Dienstleistungen”. 《Amtsblatt der Europäischen Union》 (독일어). 2013년 6월 17일. 2013년 8월 13일에 확인함.
47. 1 2  “Das bringt die neue S-Bahn für Berlin”. 《Berliner Kurier (Online)》 (독일어). 2017년 4월 23일. 2017년 4월 23일에 확인함.
48. ↑  Jörn Hasselmann (2019년 12월 13일). “Bundestag blockiert Ausbau von Bahntunnel”. 《Tagesspiegel Online》 (독일어). 2019년 12월 13일에 확인함.
49. 1 2  
“Vom Flieger in den Zug (in Punkt 3, Nr. 03/2020)” (PDF; 5,7 MB) (독일어). 2020년 2월 11일. 2020년 2월 29일에 확인함.
50. ↑  “Neue S-Bahn S21 geht Ende des Jahres in Betrieb” (독일어). 2021년 1월 10일. 2021년 1월 10일에 확인함.
51. ↑  “Sinti und Roma bangen um Berliner Gedenkort am Reichstag.”. 2020년 9월 22일에 원본 문서에서 보존된 문서. 2025년 2월 25일에 확인함. Bei: rbb24, 4. Juni 2020
52. 1 2  Luisa von Richthofen, Grzegorz Szymanowski (2020년 8월 1일). “Sinti und Roma bangen um Denkmal”. 《DW.com (Deutsche Welle)》 (독일어). 2022년 1월 30일에 확인함.
53. ↑  Michael Braun (2008).  Berliner S-Bahn Museum, 편집. 《Nordsüd-S-Bahn Berlin – 75 Jahre Eisenbahn im Untergrund》. GVE-Verlag. 101쪽. ISBN 978-3-89218-112-5.
54. ↑  Senatsverwaltung für Umwelt, Verkehr und Klimaschutz (2019년 8월 8일). “Finanzierungsvereinbarung für dritten Bauabschnitt der S 21 unterzeichnet” (독일어). 2019년 10월 6일에 확인함.
55. ↑  “Neue S-Bahn zum Berliner Hauptbahnhof Ende 2023 fertig”. 《Der Tagesspiegel》 (독일어). 2022년 8월 13일. 2022년 8월 21일에 확인함.
56. ↑  《S-Bahnhof Kolonnenstraße – Ein neues Kapitel in der unendlichen Geschichte》. Signal (독일어). 2005. 9쪽. 2014년 2월 4일에 확인함.
57. ↑  “Nahverkehrsplan Berlin 2019–2023” (PDF) (독일어). 2019년 2월 27일. 2020년 8월 27일에 확인함.

## 같이 보기
- 베를린 남북 S반선
- 동서간 S반